# 元江短蕊茶
元江短蕊茶（学名：Camellia yankiangensis）是山茶科山茶属的植物。分布于中国大陆的云南等地，多生长于疏林中，目前尚未由人工引种栽培。